# 第28钢琴奏鸣曲 (贝多芬)

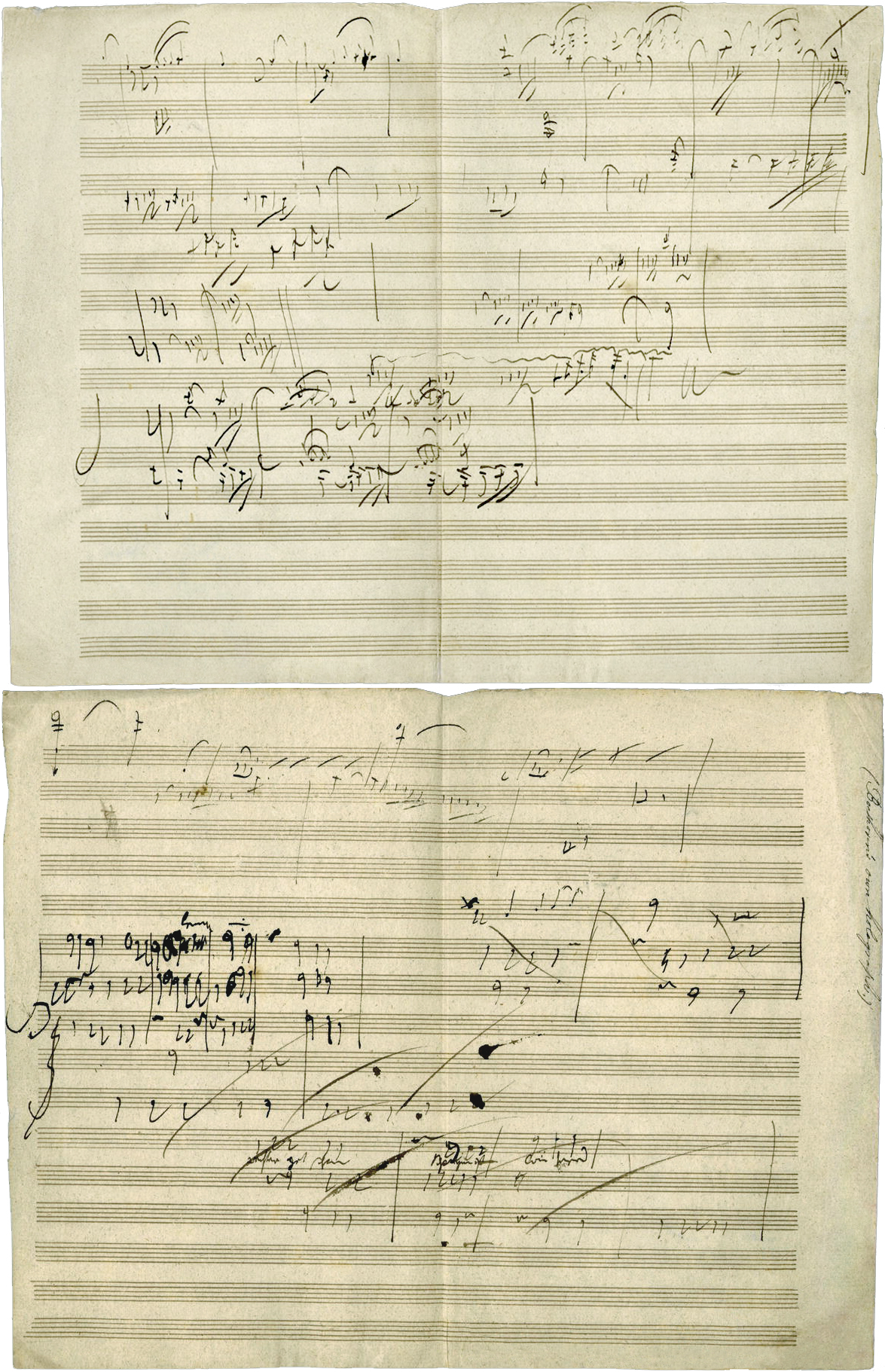
第四乐章的手稿

《A大调钢琴奏鸣曲》，作品101，是路德维希·范·贝多芬于1816年创作的四乐章钢琴奏鸣曲，献给多萝蒂亚·冯·艾特曼夫人，多萝蒂亚是当时的著名钢琴家，也是贝多芬的学生。这首奏鸣曲相比贝多芬过去的作品，音乐的形式、主题和思想更加复杂，使用了更多的对位法。这首奏鸣曲被认为是贝多芬晚期作品的开始。

## 结构
这首奏鸣曲包含四个乐章，乐章标题由德语及意大利语并列标注：
- 第一樂章：略微活泼地，包含最内在的感性（Etwas lebhaft, und mit der innigsten Empfindung）— 不太过份的小快板（Allegretto, ma non troppo），
- 第二樂章：活泼地，像进行曲（Lebhaft, marschmäßig）— 进行曲风的甚快板（Vivace alla marcia），
- 第三樂章：较慢且带着渴望地（Langsam und sehnsuchtsvoll）— 不要太过的慢板，有感情的（Adagio, ma non troppo, con affetto），
，直接進入（attacca）
- 第四樂章：快速，但不是太多，并且带着决心（Geschwind, doch nicht zu sehr, und mit Entschlossenheit）— 快板（Allegro），

演奏此曲一般约需要19-22分钟。